# Морейренсе
„Морейренсе“ (на португалски: Moreirense Futebol Clube) е португалски футболен клуб от град Морейра де Конегуш, в окръг Гимараиш, играещ в Примейра Лига. Клубът е основан през 1938 година. Играе домакинските си срещи на арена „Комендадор Жоаким де Алмейда Фрейтас“, с капацитет 9000 зрители. „Морейренсе“ играе пет сезона в Лиге Сагриш, като най-доброто му класиране е 6-о място през настоящия сезон 2018/19. На 29 януари 2017 годива клубът печели първия си трофей. Във финала за Купата на португалската лига побеждават отбора на Брага с резултат 1 – 0.

## Сезони по дивизии
- Лига Сагреш – 5 сезона
- Сегунда лига – 10 сезона
- Национален шампионат – 13 сезона
- Регионални лиги – 41 сезона

## Успехи
- Примейра лига
  - 6-о място (2): 2018/19, 2023/24
- Сегунда лига (2 ниво)
  -  Победител (2): 2001/02, 2013/14, 2022/23
- II Дивизия B (3 ниво)
  -  Победител (2): 1994/95, 2000/01
- Купа на Португалия
  -  Носител (1): 2016/17[1]

### Регионални
- AF Braga Second Division
  -  Победител (1): 1942/43

## Известни играчи
- Дани
- Пепе
- Тарик Сектюи
- Миклош Гаал
- Фернанду Сантуш
- Луис Лоренсу
- Си́серу Семе́ду

## Български футболисти
- Стивън Петков: 2022/2023 (18 мача - 11 гола)